# Nils Erik Wååg
Nils Erik Wååg, född 17 maj 1921 i Hörken, Örebro län, död 17 augusti 1998 i Kristianstad, var en svensk politiker, byggnadsingenjör och författare. Han var son till banvakten Johan Wååg och Ulrika Wååg, född Olsson. 
Wååg blev byggnadsingenjör 1943 och var efter ytterligare studier i värme och ventilation verksam som driftingenjör vid fortifikationsförvaltningen (1:a milo) 1944-55. Åren 1955-65 var han företagare inom byggbranschen. Han var riksdagsledamot för socialdemokraterna 1964-1988, fram till 1970 i riksdagens första kammare (invald i Blekinge läns och Kristianstads läns valkrets) och därefter i enkammarriksdagen (invald i Kristianstads läns valkrets). Han var suppleant i försvarsutskottet 1971-82, i allmänna beredningsutskottet 1964-70, i statsutskottet 1964-70 och ledamot av näringsutskottet från 1971 varav som ordförande från 1982. Wååg var suppleant i styrelsen för riksdagens förvaltningskontor 1968-73, i utrikesnämnden från 1985, suppleant i nordiska rådets svenska delegation 1968-70 och i europarådets svenska delegation 1971-73 samt dess ombud 1974-83.

## Uppdrag
Nils Erik Wååg var ledamot av Statens prisregleringsnämnd för elektrisk ström från 1971, i oljelagringsrådet 1972-76 och försvarets skolnämnd 1972-77, varav som ordförande 1976-77, styrelseledamot av statens industriverk 1973-83, av statens kärnkraftsinspektion 1975-83, ledamot av oljekrisnämnden 1975-83, ordförande i Norrlandsfonden från 1983 och i eldistributionsrådet från 1985. Han var ledamot i delegationen för de mindre och medelstora företagen 1970-73, krigsmaterielexportutredningen 1969-70, utredningen om rörtransport av olja och gas 1971-73, utredningen om radioaktivt avfall 1972-76, utredningen om kommunal energiplanering 1975-76, ordförande i försvarets gymnasieutredning 1975-78 och ledamot av delegationen för energiforskning 1976-82. 
Wååg var ordförande i Försvarets civila tjänstemannaförbund Kristianstad 1947-55 och Tjänstemännens SAP-förening Kristianstad 1950-58, ordförande i Kristianstads arbetarekommun 1954-64 samt 74-77. Han var ordförande i SAP-kretsen Kristianstad och styrelseledamot i SAP-distriktet Skåne 1965-75, av stads- och kommunfullmäktig i Kristianstad 1955-73, ledamot av handels- och sjöfartsnämnden 1956-68, av skolstyrelsen 1957-59, av centrala byggnadskommittén 1959-73 varav som ordförande 1967-73 och av teaterstyrelsen 1966-68. 
Wååg var under åren 1968-76 flygplatschef i Kristianstad. Han var även styrelseordförande i Svensk Bilprovning 1969-79, styrelseledamot i Aritmos 1979-82, Beijerstiftelsen från 1983 samt suppleant i Wallenbergstiftelsen från 1985. Wååg var stämmombud för Statsföretag samt Svenska Varv. Han var även engagerad inom IOGT och aktiv vid Kristianstads järnvägsmuseum. Under sina sista år var han verksam som författare.